# Инаугурация Франклина Рузвельта (1945)
Четвёртая инаугурация Франклина Делано Рузвельта в качестве Президента США состоялась 20 января 1945 года. Одновременно к присяге был приведён Гарри Трумэн как 34-й вице-президент США. Президентскую присягу проводил Председатель Верховного суда США Харлан Стоун, а присягу вице-президента принимал уходящий вице-президент Генри Эгард Уоллес.
Данная инаугурация ознаменовала начало четвёртого и последнего срока Франклина Делано Рузвельта в должности президента; Рузвельт умер через 82 дня после инаугурации, и Трумэн сменил его на посту президента. Это был первый и единственный случай инаугурации президента на четвёртый срок; после принятия Двадцать второй поправки к Конституции США в 1951 году никто уже не может быть избран президентом более двух раз.
Из-за мер жёсткой экономии, действовавших во время Второй мировой войны, инаугурация состоялась на Южном портике Белого дома, а не в Капитолии, и парад наряду с другими праздничными мероприятиями также был отменён. После принятия присяги последующее обращение было одним из самых коротких в истории. Это также был последний раз, когда уходящий вице-президент привёл к присяге своего преемника, что ранее было обычной практикой.

## Галерея

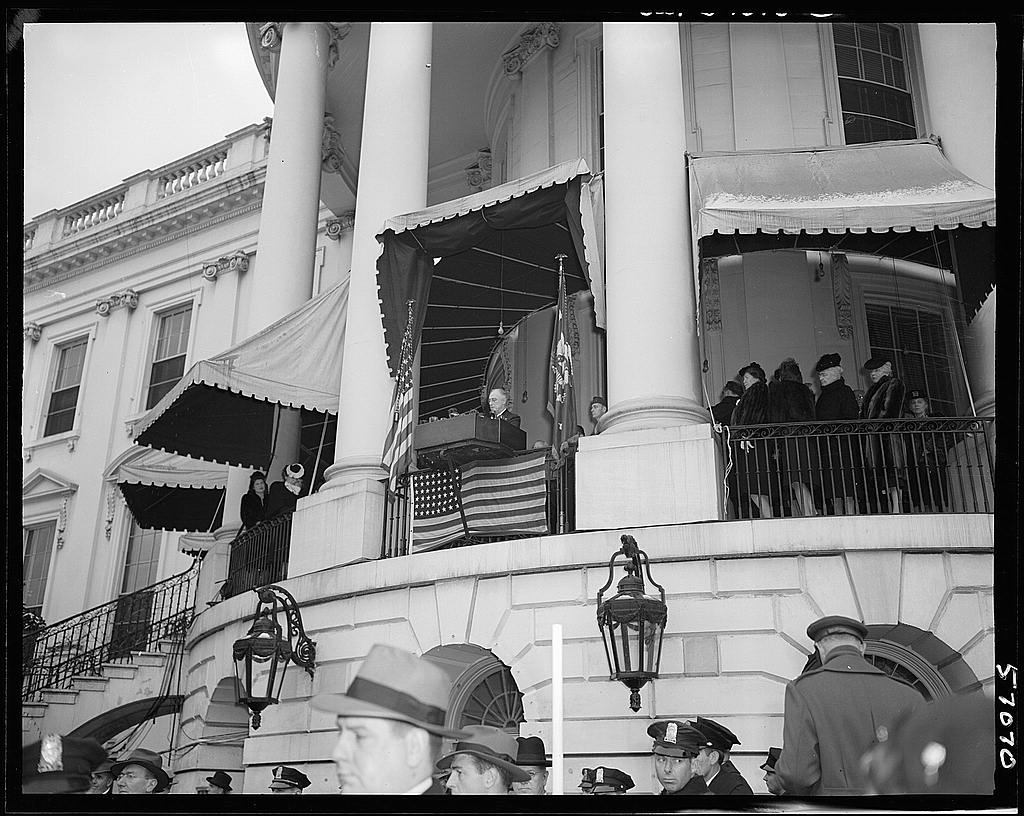
Рузвельт произносит речь
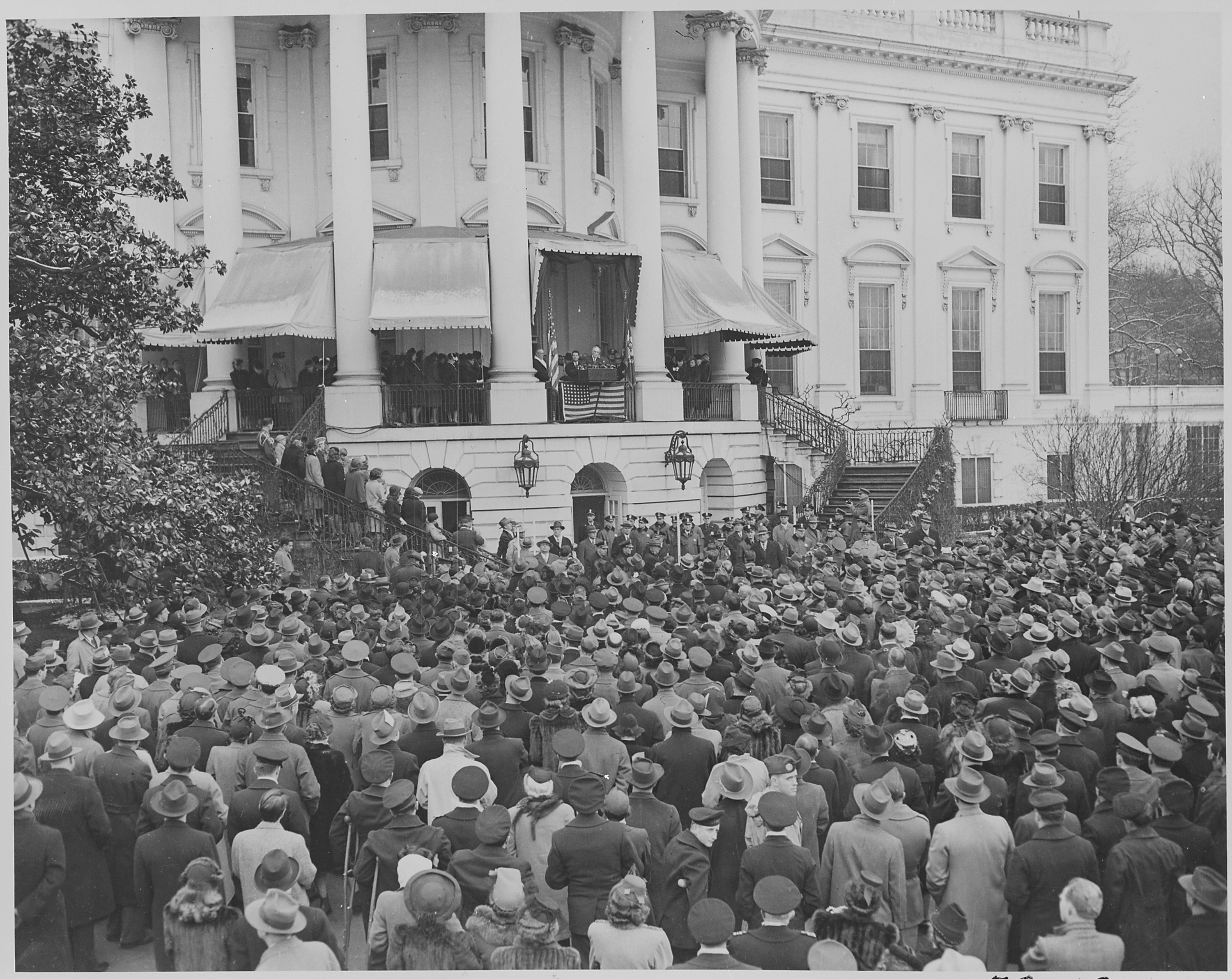